# شهرستان لیودینوفسکی
شهرستان لیودینوفسکی (به لاتین: Lyudinovsky District) یک شهرستان در روسیه است که در استان کالوگا واقع شده‌است.